# Bill Bumper's Bargain
Bill Bumper's Bargain è un cortometraggio muto del 1911. Il nome del regista non viene riportato.
Il dramma è tratto dalla tragedia Faust di Johann Wolfgang Goethe con Francis X. Bushman nel ruolo di Mefistofele e Dolores Cassinelli in quello di Margherita.

## Produzione
Il film fu prodotto dalla Essanay Film Manufacturing Company. Venne girato a Chicago.

## Distribuzione
Distribuito dalla General Film Company, il film - un cortometraggio di una bobina -  uscì nelle sale cinematografiche USA il 3 novembre 1911.